# Siège de Lakish
Le siège de Lakish, qui se déroula en -701, opposa l'armée assyrienne commandée par Sennachérib au royaume de Juda.
La victoire fut assyrienne et les habitants de Lakish massacrés ou déportés.
Cette victoire fut gravée dans un bas-relief qui ornait les murs du palais de Sennachérib à Ninive. Ces bas-reliefs sont aujourd'hui exposés au British Museum à Londres.

## Contexte historique

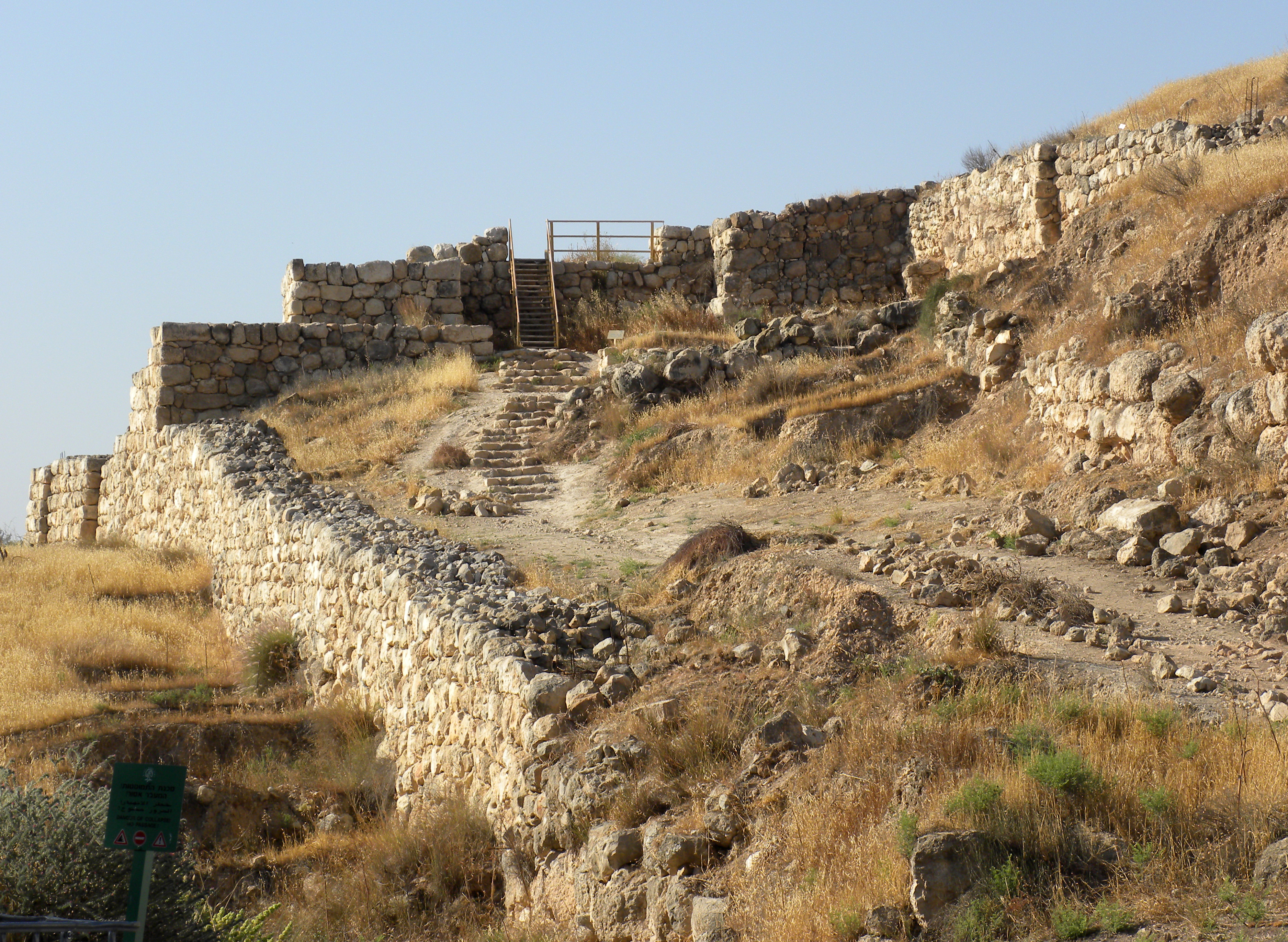
Porte principale, site archéologique de Lachish, Israël

À la suite de la mort de Sargon II, les peuples des royaumes annexés sous son règne se révoltent. Son fils Sennachérib fait face à deux révoltes majeures : une en Babylonie du sud, l'autre en Phénicie et Palestine.
En -703 après avoir maté Merodach-baladan II à Kish, il dirige son armée vers la Palestine.
Ézéchias  roi du Royaume de Juda, ayant refusé de verser son tribut à l’Empire Assyrien va demander l'aide de l'Égypte Antique. Il prend alors la tête d'une coalition contre l'Assyrie, regroupant : Gaza, Ashdod, Tyr, Édom
Dès lors Sennachérib, en représailles, va assiéger plusieurs villes fortifiées du Royaume de Juda, notamment la capitale Jérusalem (voir siège de Jérusalem) et Lakish ville stratégique sur la route de l'Égypte.

## Le siège de Lakish
Arrivés devant la cité, les assaillants proposèrent la capitulation de ses habitants promettant l'indulgence. Les Judéens refusèrent, l'armée assyrienne commença par encercler la ville. Cependant les Assyriens étaient plus enclins à prendre les villes d'assaut que d'attendre pendant des mois en bas des murailles. Les archers protégés par des boucliers de grandes tailles s'avancèrent vers les murs, et visèrent les défenseurs sur leurs remparts. Ce qui permit aux engins de sièges de s'avancer. D'après les bas-reliefs, ceux-ci étaient faits d'un ou deux béliers surmontés d'une tour de bois tenue par des archers, le tout sur quatre roues avançant sur une rampe d'assaut (découverte en 1970 par David Ussishkin) faite de terre et recouverte de dalles de pierre. L'engin était protégé des flèches enflammées par des peaux de bêtes humidifiées.
Au même moment un autre assaut était donné par l'infanterie munie d'échelles soutenue par d'autres archers et des frondeurs.

## L'entrée dans la ville

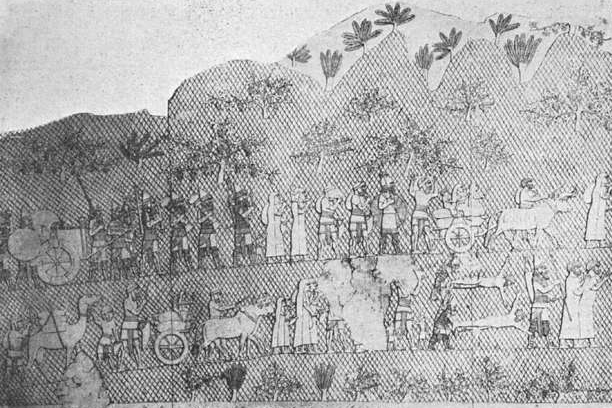
Bas-relief provenant du palais de Sennachérib à Ninive, conservé au British Museum à Londres

Les Assyriens sont parvenus à entrer dans la ville, comme dans leurs habitudes ils massacrèrent une partie de la population (notamment les hommes), le bas-relief montre des hommes empalés sur des pieux et d'autres implorant à genoux la vie sauve. Les femmes et les enfants sont quant à eux déportés.

## La conclusion de la campagne
Le reste de l'armée assyrienne prend Gath et Azeqah. Le récit biblique raconte qu'à la veille de l'assaut assyrien contre Jérusalem, l'ange de Dieu aurait tué 185 000 des assaillants. Hérodote précise plus tard que les Assyriens auraient été victimes d'une épidémie.
Malgré plusieurs défaites et de lourdes pertes, l'Assyrie a durement maté les rébellions. La capitale de la Judée n'a pas été conquise et le royaume est réintégré dans l'Empire. Il possède cependant une certaine autonomie jusqu'à la capture de Jérusalem en -587 par les troupes Babyloniennes de Nabuchodonosor II.

## Bas-reliefs
- Bas-reliefs du palais sud-ouest de Ninive représentant la prise de Lakish. Début du VIIe siècle av. J.-C., British Museum.

Bas-reliefs du palais sud-ouest de Ninive représentant la prise de Lakish. Début du, British Museum.
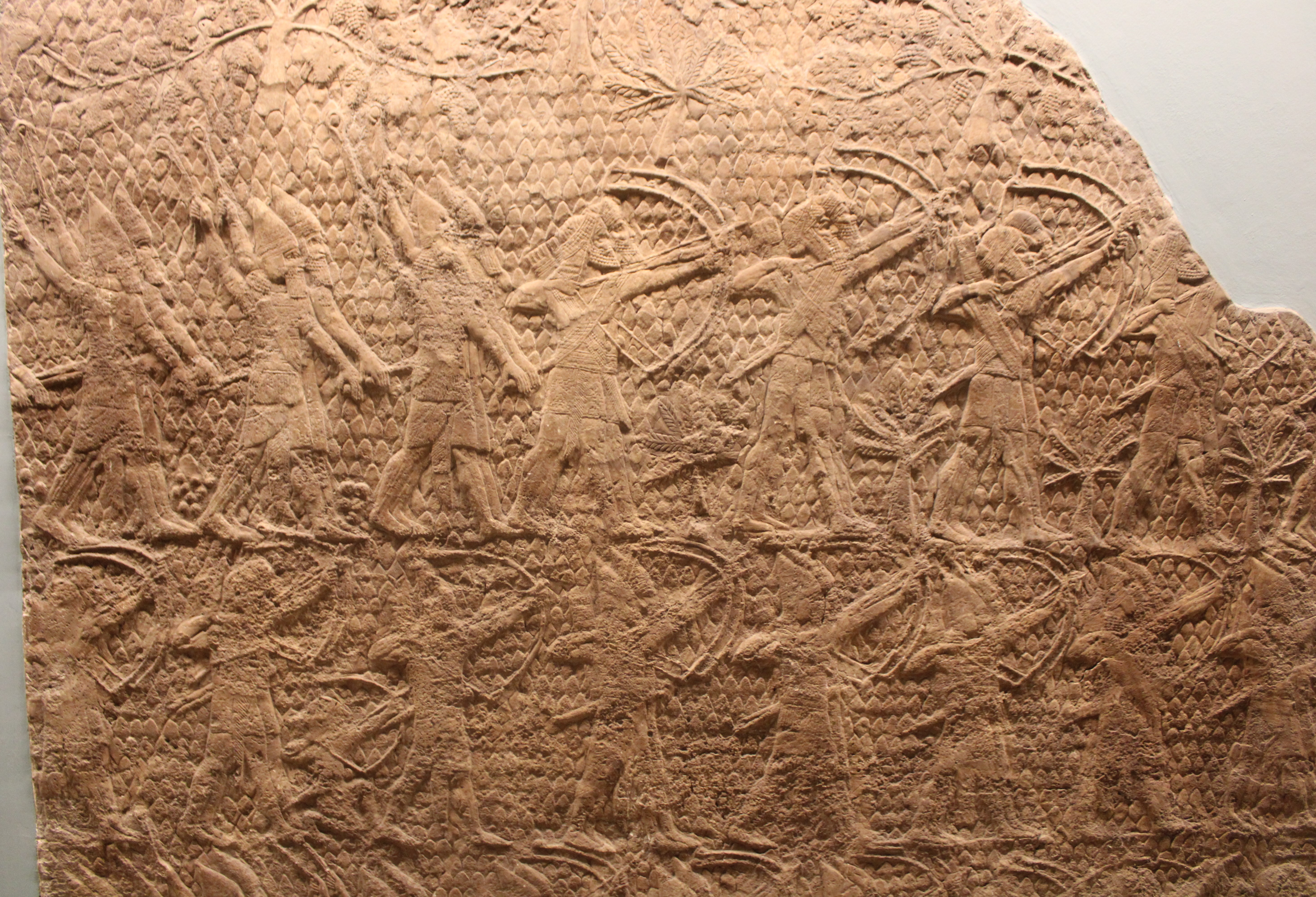
Le début de l'assaut des murailles de Lakish : des unités de frondeurs et d'archers tirent en direction de la ville assiégée.
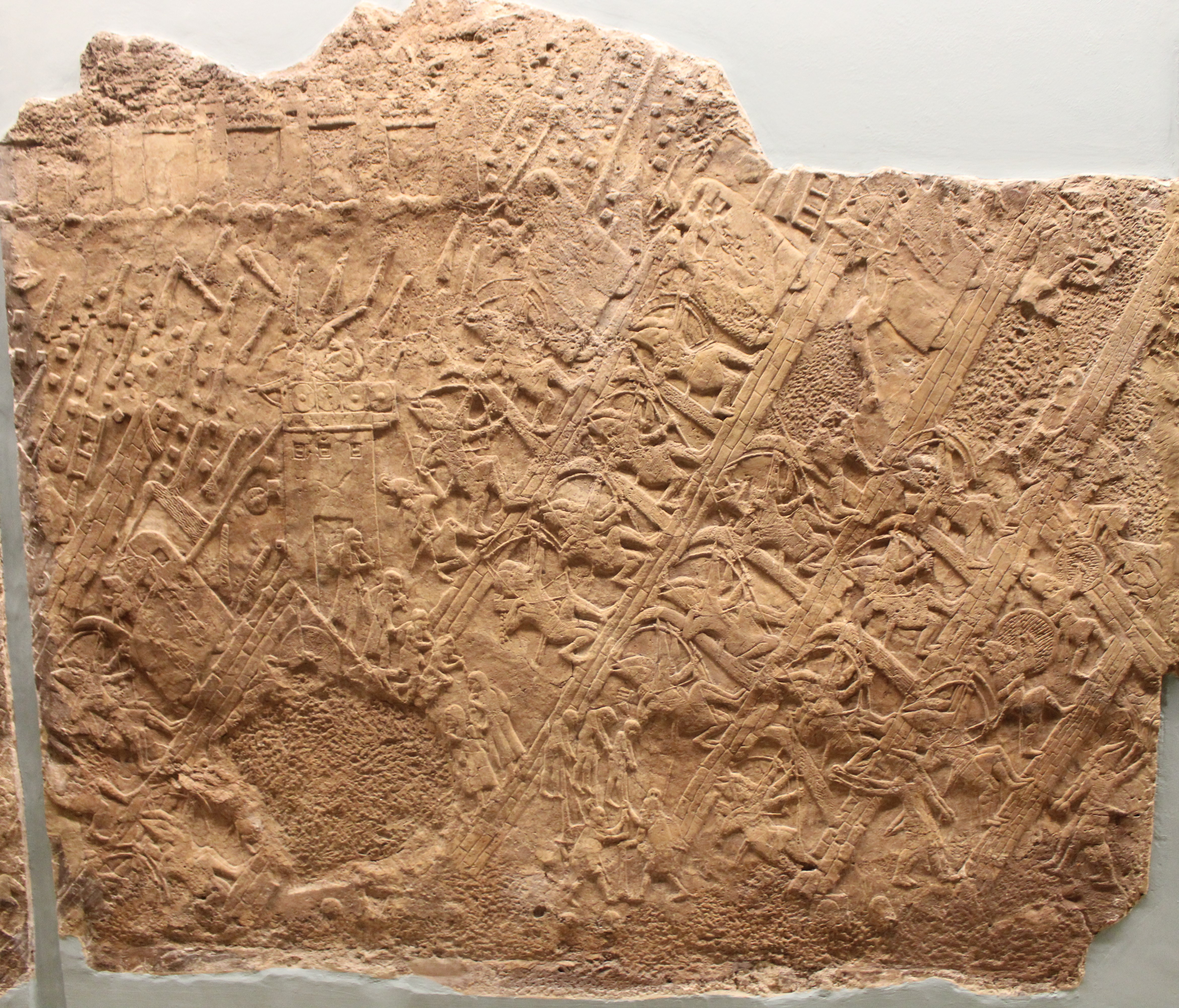
L'assaut des murailles de la ville : les troupes assyriennes ont construit des rampes sur lesquelles elles progressent, les engins de siège ouvrant la voie aux soldats à pied.
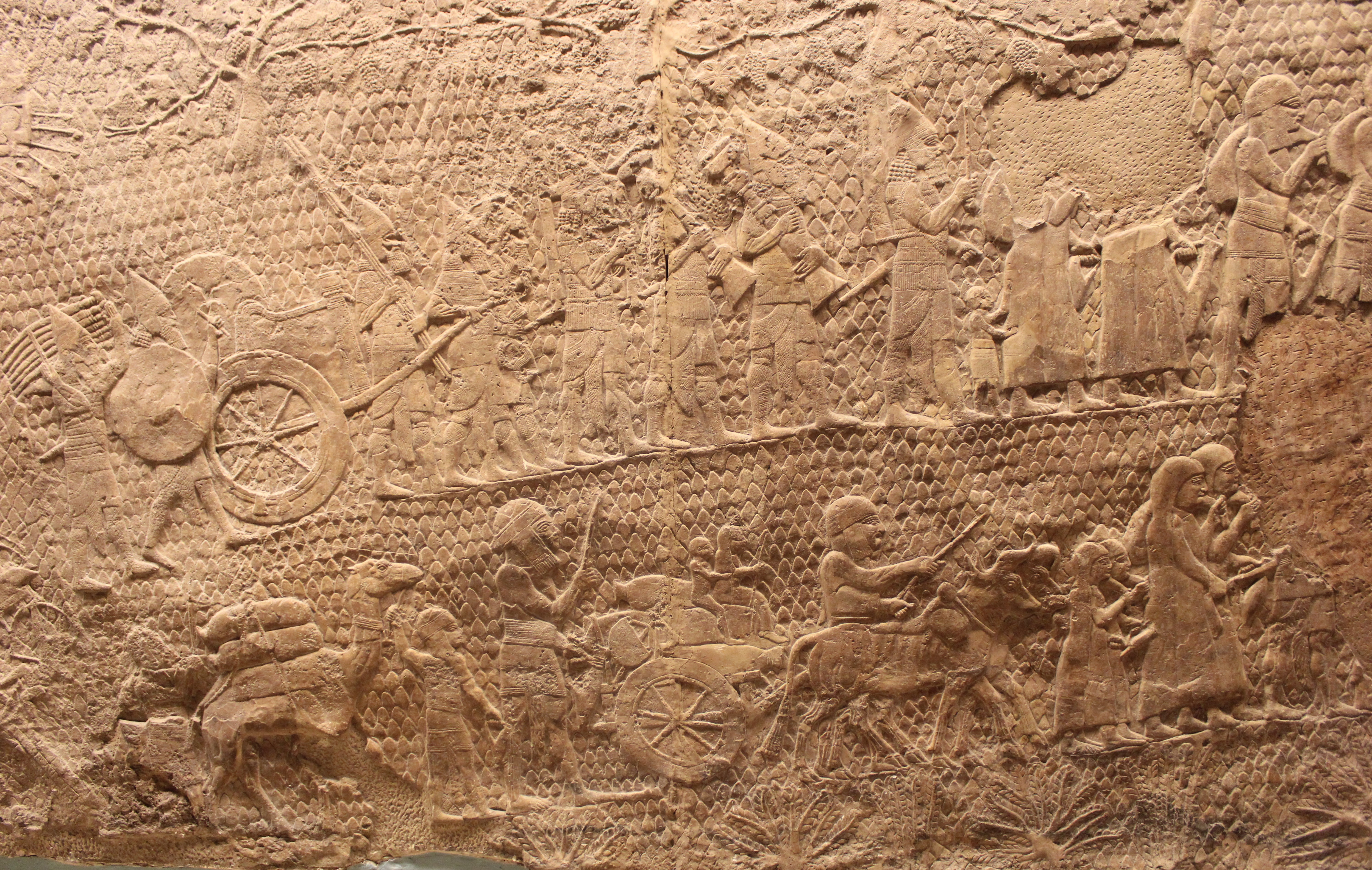
Après la prise de la ville : les troupes assyriennes conduisent des déportés et du butin.
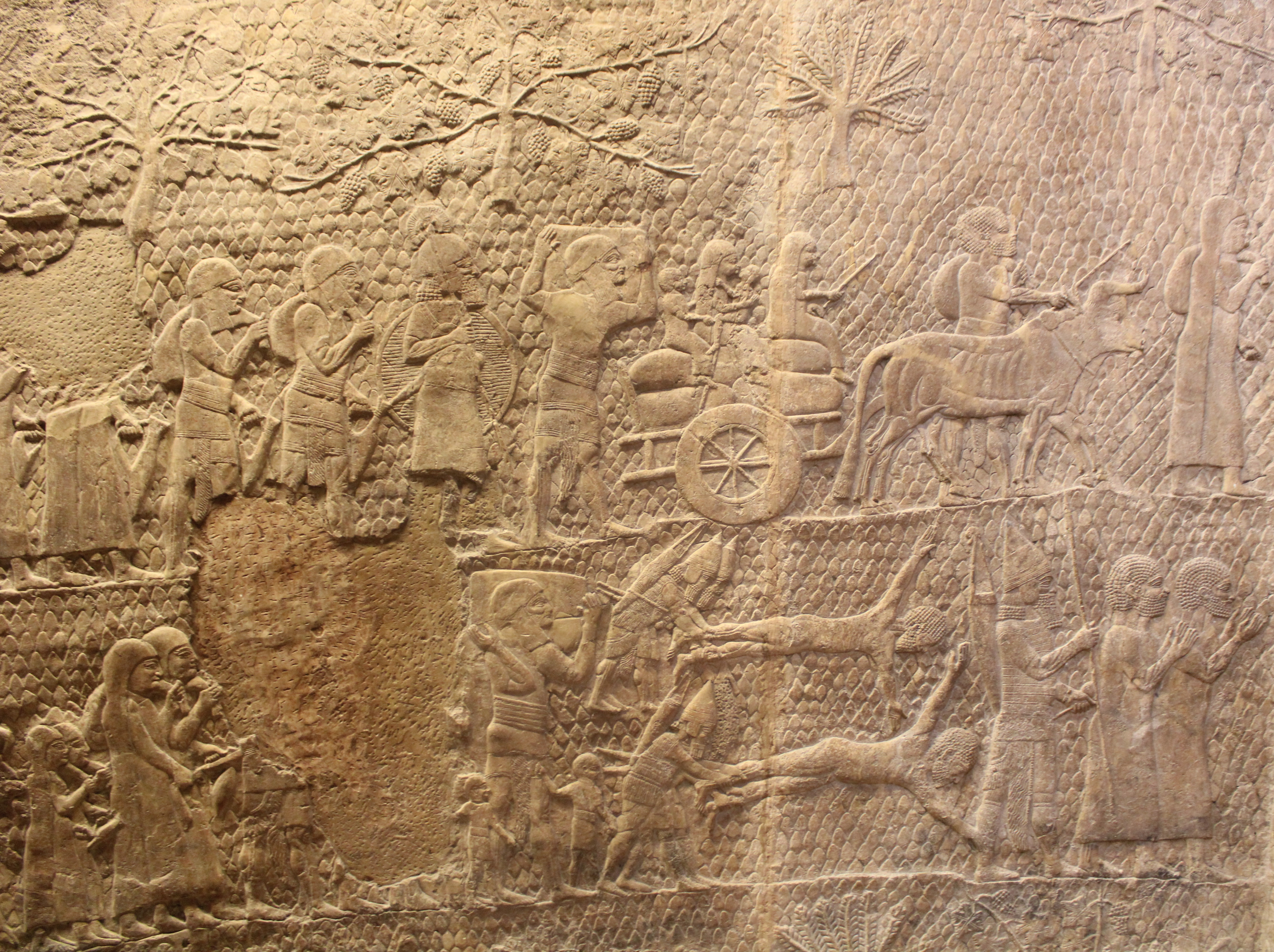
Après la prise de la ville : des troupes assyriennes conduisent des déportés emmenant leurs propres biens et animaux en exil, et d'autres soldats exécutent des vaincus en les écorchant vifs.
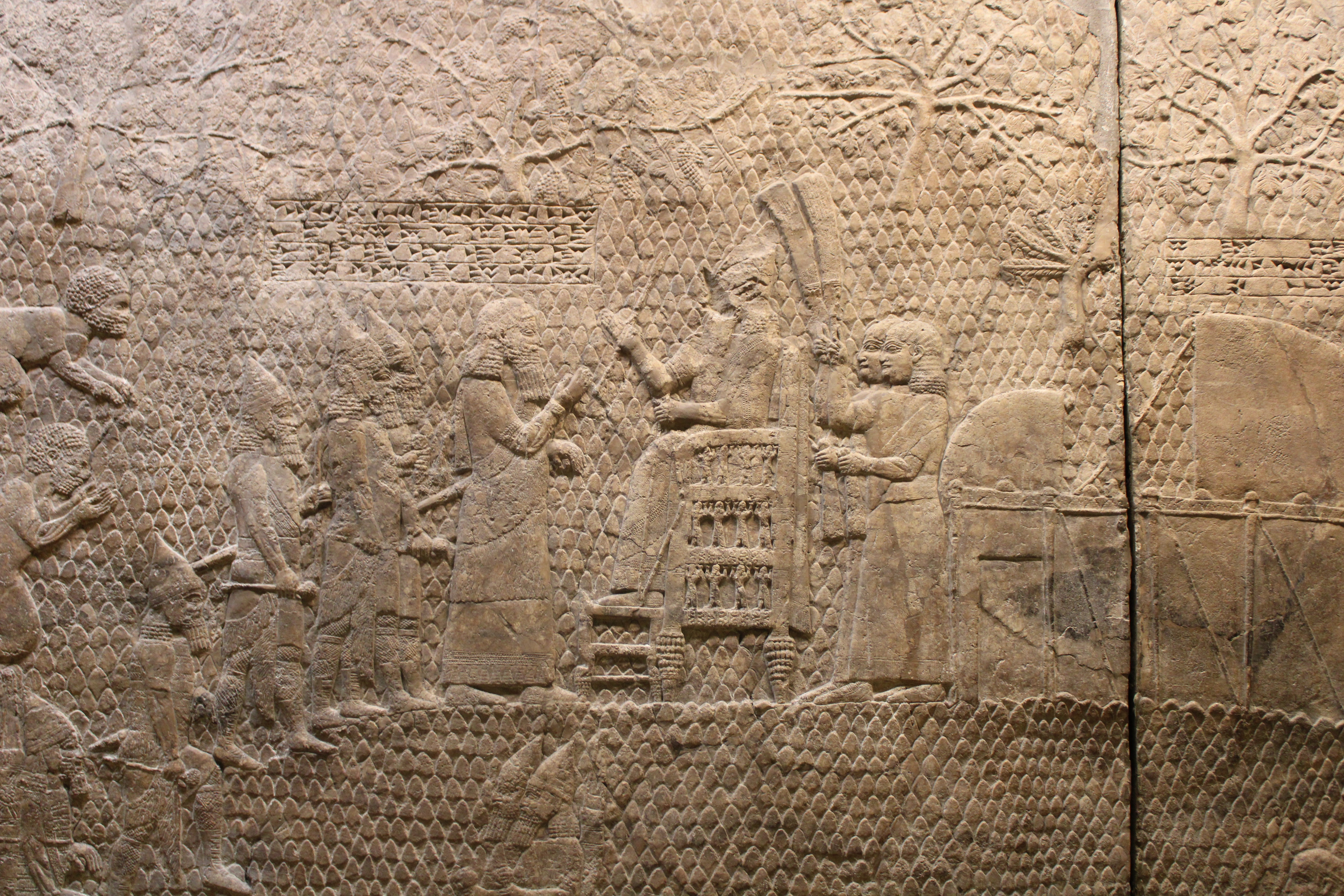
Sennachérib sur son trône contemple la procession de prisonniers et reçoit des hommages de ses hommes et de vaincus.
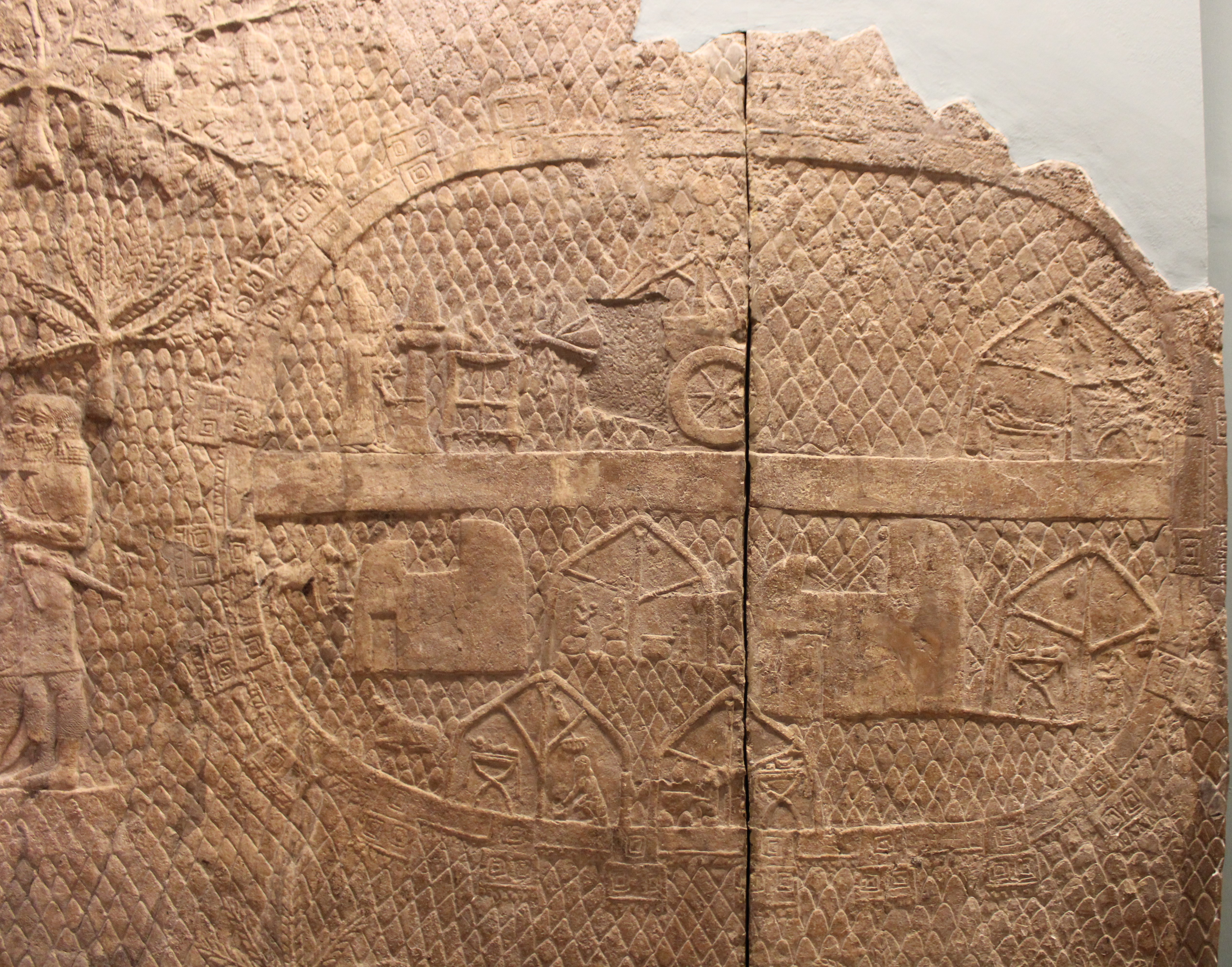
Le campement assyrien, fortifié, avec des serviteurs au travail dans des tentes, et des prêtres conduisant des rituels en face de chars supportant ses étendards divins.